# Dương Công Đá
Dương Công Đá (sinh 1943) là một chính khách Việt Nam. Ông nguyên là đại biểu Quốc hội Việt Nam khóa X, thuộc đoàn đại biểu Lạng Sơn, Bí thư Tỉnh ủy, Chủ tịch Ủy ban nhân dân tỉnh Lạng Sơn